# Griesau (Pfatter)
Griesau ist ein Kirchdorf und Ortsteil der Gemeinde Pfatter im Landkreis Regensburg (Bayern). Bis 1978 war Griesau eine eigenständige Gemeinde.

## Geographie und Verkehr
Griesau liegt ca. 25 km östlich von Regensburg im Landkreis Regensburg in der Oberpfalz.
Der Ort liegt südöstlich von Pfatter nahe der Bundesstraße 8.
Der Sonderlandeplatz Flugplatz Griesau (EDPG) ist für Fluggeräte aller Art bis zu 2000 kg Höchstabfluggewicht zugelassen.

## Geschichte
Die St.-Leonhards-Kirche zu Griesau stammt aus dem Jahr 1749 und wurde von den Einwohnern errichtet. Die ehemals selbstständige Gemeinde Griesau entstand mit dem bayerischen Gemeindeedikt von 1818 und wurde am 1. Mai 1978 in die Gemeinde Pfatter eingegliedert.

## Bauwerke
- St.-Leonhards-Kirche[4],